# رادیو فردا
رادیو فردا ایستگاه رادیویی فارسی‌زبان و شاخهٔ ایرانی رادیو اروپای آزاد/رادیو آزادی است که مرکز آن در پراگ، پایتخت جمهوری چک قرار دارد و بودجه آن توسط دولت آمریکا پرداخت می‌شود. رادیو فردا که در سال ۲۰۰۶ میلادی بودجهٔ سالانه‌ای معادل هفت میلیون دلار داشته است، خبرها و گزارش‌هایی از رویدادهای سیاسی، فرهنگی، ورزشی، اقتصادی و اجتماعی ایران و جهان را در کنار مجموعه‌ای برگزیده از موسیقی ایرانی و غربی، هفت روز هفته، در همه ساعات شبانه‌روز به روی امواج کوتاه و متوسط و همچنین ماهواره و اینترنت پخش می‌کند.
وبگاه رادیو فردا در ایران از سوی نظام جمهوری اسلامی ایران مسدود شده است.

## تاریخچه
در سال ۱۳۷۷ رادیو آزادی به صورت زیرمجموعه رادیو اروپای آزاد/رادیو آزادی با سردبیری ایرج گرگین آغاز به کار کرد. او برای راه‌اندازی این رادیو گروهی از مجریان، گزارشگران، مترجمان و روزنامه‌نگاران ایرانی را به پراگ دعوت کرد که از میان آنها می‌توان به ژان خاکزاد، نازی عظیما و علیرضا طاهری، میرعلی حسینی (در پاریس) و شهرام میریان (در آلمان) و شهران طبری (در لندن) اشاره کرد.
پیش از راه‌اندازی رادیو فردا در سال ۲۰۰۲ برنامه‌های رادیو اروپای آزاد/رادیو آزادی به زبان فارسی از سال ۱۹۹۸ پخش خود را آغاز کرد که مدیریت آن با استیو فیربنکس بود. رادیو آزادی به مدت پنج سال، هفت روز هفته در ابتدا روزی نیم ساعت خبر و گزارش همراه با یک آهنگ پخش می‌کرد. بعدها این زمان به سه ساعت افزایش یافت و در سه ساعت بعدی گزارش‌ها بازپخش می‌شدند.
در سال ۲۰۰۲ مدیران رادیو اروپای آزاد/رادیو‌‌ آزادی تصمیم گرفتند که بخش فارسی این رسانه را به یک رادیوی ۲۴ ساعته تبدیل کنند. به دنبال این تصمیم در سال ۱۳۸۲ یک رادیوی تازه با نام «رادیو فردا» راه‌اندازی شد.
در آغاز وبگاه رادیو اروپای آزاد/رادیو‌‌ آزادی متن گزارش‌های پخش شده از رادیو را منتشر می‌کرد. اما با سردبیری ایرج گرگین، وبگاه تازه‌ای این رسانه راه‌اندازی شد. پس از مدتی با سردبیری جمشید برزگر تولید محتوای این وبگاه فراتر از پخش برنامه‌های رادیو رفت.

## شیوه‌های پخش
رادیو فردا، علاوه بر پخش ماهواره‌ای در شبکه‌های اجتماعی نیز فعال است. به همراه پخش خبر، گزارش و میزگردهای رادیویی، این رسانه مجموعه سریال‌های رادیویی گوناگونی نیز برای مخاطبان خود تهیه می‌کند.
رادیو فردا یکی از پیشگامان تهیه پادکست فارسی است.

## بازداشت کارکنان

### رضا ولی‌زاده
در مهر ۱۴۰۳ رضا ولی‌زاده، روزنامه‌نگار، پس از سال‌ها به ایران بازگشته و در تهران بازداشت شد. او از کارکنان پیشین رادیو فردا بوده و در نوامبر ۲۰۲۲ این رسانه را ترک کرده بود.

### نازی عظیما
پیش از آن نازی عظیما، خبرنگار رادیو فردا در ۵ بهمن ۱۳۸۵ برای عیادت مادر خود به ایران رفت. اما گذرنامه او هنگام ورود به فرودگاه مهرآباد توقیف شد. وی به اقدام علیه امنیت ملی متهم شده بود.
نازی عظیما سرانجام پس از نزدیک به هشت ماه توانست گذرنامه ایرانی خود را پس بگیرد و در پایان شهریور ۱۳۸۶ ایران را ترک کند. وی ناچار شد که مبلغ ۵۱۰ میلیون تومان (۵۱۰ هزار دلار آمریکا) به عنوان وثیقه گرو بگذارد. روز ۱۱ اسفند ۱۳۸۶ اعلام شد که دادگاهی در ایران وی را به اتهام تبلیغ علیه نظام جمهوری اسلامی ایران به یک سال حبس تعزیری محکوم کرده است.

## رادیو پس‌فردا
رادیو پس‌فردا برنامه‌ای رادیویی است که در رادیو فردا از شنبه تا چهارشنبه از ساعت ۲۱ تا ۲۲ با اجرای فرشید منافی به صورت زنده پخش می‌شد و با زبان طنز آزاد به مسائل سیاسی، اجتماعی، اقتصادی، هنری و حتی ورزشی روز ایران و جهان می‌پرداخت.
در سال ۲۰۱۱ در جشنوارهٔ سالانهٔ نیویورک فرشید منافی در دو بخش بهترین مجری و بهترین تهیه‌کننده مقام دوم را میان برنامه‌های رادیویی سراسر جهان کسب کرد. همچنین به خاطر این برنامه جایزه شخصیت رادیویی سال، از مجموعه جوایز سالانه انجمن رسانه‌های بین‌المللی را از آن خود کرد.

### جوایز
در ۲۰ ژوئن ۲۰۱۱ برنامه رادیو پس‌فردا از مجموعه برنامه‌های رادیو فردا موفق به دریافت دو جایزه بهترین مجری رادیویی و بهترین برنامه گفتارمحور روزانه رادیویی از سوی گروه بین‌المللی نیویورک فستیوالز شد.
در نوامبر ۲۰۱۱ انجمن سخن‌پراکنی بین‌المللی AIB جایزه شخصیت بین‌المللی رادیویی سال را به فرشید منافی تهیه‌کننده و اجراکننده برنامه طنز «رادیو پس‌فردا» اهدا کرد.

## کارکنان
- نیوشا بقراطی
- رضا حقیقت‌نژاد
- بیتا ملکوتی
- قدرت‌الله شهیدی
- سپیده بهکام
- امیر مصدق کاتوزیان
- ژان خاکزاد
- فریدون زرنگار
- الهه روانشاد
- رؤیا کریمی مجد
- مراد ویسی
- مهرداد قاسم‌فر
- هانا کاویانی
- نوشین حسینی
- حمید فاطمی
- جمشید زند
- مینا بهارمست
- مهتاب وحیدی راد
- حسین قویمی
- حسن جعفری
- محمد ضرغامی
- بابک غفوری آذر
- بهروز کارونی
- مهدی طاهباز
- آنا رایسکای
- فرشید منافی
- فهیمه خضر حیدری
- کامبیز حسینی
- پوریا افخمی[۱۹][۲۰]